# Jacques Mieses
Jacques Mieses (Leipzig, 27 de Fevereiro de 1865 - Londres, 23 de Fevereiro de 1954 foi um enxadrista alemão, naturalizado inglês, judeu e escritor.
Mudou-se para a Inglaterra na década de 1930 para escapar da perseguição nazista e tornou-se o primeiro GMI inglês em 1950.  Ele foi um atacante perigoso com um número brilhante de vitórias.
Ele também organizou o torneio de mestres de San Sebastian (1911) e insistiu para que todas as despesas dos GM's fossem pagas.  Este foi o primeiro torneio internacional de José Raúl Capablanca, que surpreendeu a todos vencendo o torneio.
Ele utilizou algumas vezes a Defesa Escandinava (1.e4 d5), desenvolvendo a sua teoria no início do século XX.